# El Far d’Empordà
El Far d’Empordà település Spanyolországban, Girona tartományban. El Far d’Empordà Figueres, Vila-sacra, Fortià, Vilamalla és Santa Llogaia d'Àlguema községekkel határos. Lakosainak száma 626 fő (2024).

## Népesség
A település népessége az elmúlt években az alábbi módon változott:
| Lakosok száma | 191  | 361  | 372  | 438  | 426  | 440  | 537  | 563  | 599  | 626  |
|               | 1717 | 1887 | 1936 | 1960 | 1986 | 2004 | 2009 | 2014 | 2019 | 2024 |